# Бабиндуб
Бабиндуб (хорв. Babindub) — населений пункт у Хорватії, у Задарській жупанії у складі міста Задар.

## Населення
Населення за даними перепису 2011 року становило 31 осіб.
Динаміка чисельності населення поселення:

## Клімат
Середня річна температура становить 13,98 °C, середня максимальна – 28,54 °C, а середня мінімальна – -0,30 °C. Середня річна кількість опадів – 874 мм.
| Клімат поселення                              | Клімат поселення | Клімат поселення | Клімат поселення | Клімат поселення | Клімат поселення | Клімат поселення | Клімат поселення | Клімат поселення | Клімат поселення | Клімат поселення | Клімат поселення | Клімат поселення | Клімат поселення |
| Показник                                      | Січ.             | Лют.             | Бер.             | Квіт.            | Трав.            | Черв.            | Лип.             | Серп.            | Вер.             | Жовт.            | Лист.            | Груд.            |                  |
| Середній максимум, °C                         | 10,79            | 11,81            | 14,58            | 17,74            | 22,36            | 26,07            | 28,54            | 27,89            | 24,08            | 19,73            | 14,20            | 11,20            |                  |
| Середня температура, °C                       | 5,24             | 6,27             | 9,04             | 12,20            | 16,81            | 20,52            | 23,87            | 23,23            | 19,44            | 15,08            | 9,54             | 6,50             |                  |
| Середній мінімум, °C                          | −0,3             | 0,73             | 3,50             | 6,65             | 11,26            | 14,97            | 19,22            | 18,58            | 14,78            | 10,43            | 4,88             | 1,88             |                  |
| Норма опадів, мм                              | 74               | 63               | 67               | 71               | 65               | 55               | 32               | 50               | 97               | 105              | 103              | 92               |                  |
| Середньомісячна швидкість вітру, м/с          | 2.72             | 2.85             | 3.04             | 2.92             | 2.54             | 2.35             | 2.36             | 2.24             | 2.43             | 2.55             | 3.08             | 2.98             |                  |
| Середньомісячна сонячна радіація, кДж/м²·день | 4985             | 7767             | 11413            | 16264            | 20581            | 22680            | 24409            | 21193            | 15651            | 9936             | 5416             | 4292             |                  |
| --------------------------------------------- | ---------------- | ---------------- | ---------------- | ---------------- | ---------------- | ---------------- | ---------------- | ---------------- | ---------------- | ---------------- | ---------------- | ---------------- | ---------------- |
| Джерело:                                      |                  |                  |                  |                  |                  |                  |                  |                  |                  |                  |                  |                  |                  |